# كيمبرلي بيج
كيمبرلي بيج (بالإنجليزية: Kimberly Page)‏ هي مصارعة محترفة وراقصة وممثلة أمريكية، ولدت في 1969 بشيكاغو في الولايات المتحدة.

## وصلات خارجية
- كيمبرلي بيج على موقع CageMatch worker (الإنجليزية)
- كيمبرلي بيج على موقع عالم المصارعة على الإنترنت (الإنجليزية)
- كيمبرلي بيج على موقع عالم المصارعة على الإنترنت (الإنجليزية)

- كيمبرلي بيج على موقع IMDb (الإنجليزية)
- كيمبرلي بيج على موقع قاعدة بيانات الفيلم (الإنجليزية)